# DJI Mavic Air 2
Die DJI Mavic Air 2 ist eine ferngesteuerte kompakte Quadcopter-Drohne für private und kommerzielle Luftbildfotografie und Videografie, hergestellt vom chinesischen Technologieunternehmen DJI. Sie ist der Nachfolger der DJI Mavic Air und wurde von der DJI Air 3 abgelöst.

## Varianten

### Mavic Air 2
Modellnummer MA2UE1N
Die am 27. April 2020 angekündigte Mavic Air 2 wurde in einer neu gestalteten Form vorgestellt, die der Mavic 2 Pro ähnlicher ist als ihrem Vorgänger. Die Mavic Air 2 ist mit einer 1/2" CMOS-Kamera ausgestattet, die das Rohdatenformat, 48-Megapixel-Modus, HDR-Videos und den Zeitlupenmodus mit 240 Bildern pro Sekunde unterstützt. Die Akkukapazität wurde auf 3500 mAh erhöht, was eine maximale Flugzeit von 34 Minuten ermöglicht. Das Wi-Fi-Übertragungssystem der Mavic Air wurde durch das spezielle OcuSync 2 ersetzt, das im 2,4 GHz- und 5,8 GHz-Bereich arbeitet. Dies verspricht weniger Interferenzen durch umgebende Wi-Fi-Netzwerke und bietet eine bessere Reichweite von bis zu 10 Kilometern. Der Mavic Air 2 verfügt über das Hindernisvermeidungssystem APAS 3.0 (Advanced Pilot Assistance System) Hindernisvermeidungssystem mit Sensoren an der Vorder-, Rück- und Unterseite, aber ohne Sensoren an der Ober- und Unterseite. Einige Drohnen waren mit einem ADS-B die den Nutzer vor Flugzeugen in der Nähe warnt. Aufgrund von Lieferkettenproblemen infolge der COVID-19-Pandemie war diese Funktion jedoch nicht in allen Regionen verfügbar.

### Air 2S

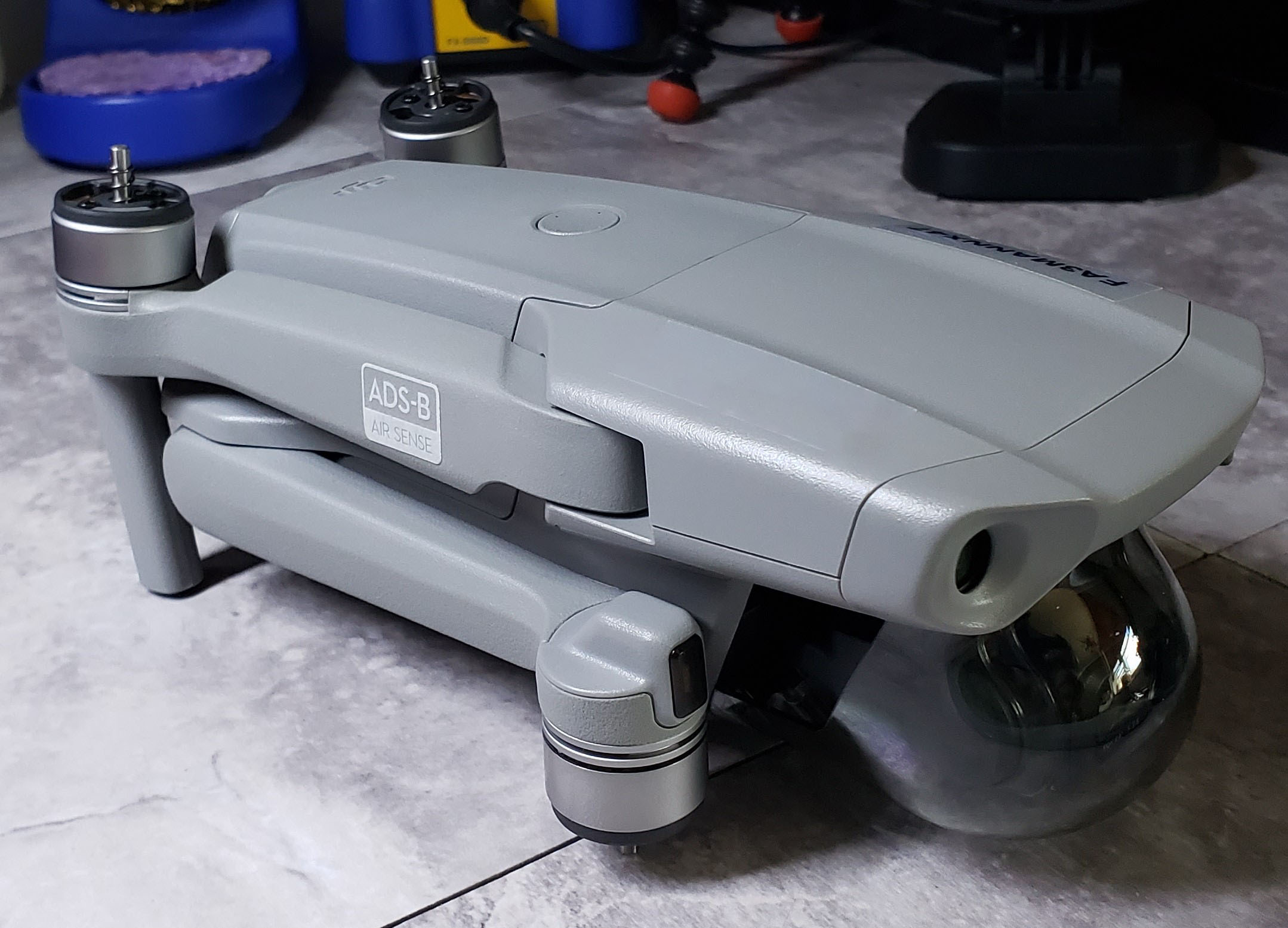
Spätere Air-Modelle wie die Air 2 verwenden die für die Mavic-Familie typische Over/Under-Fold-Konfiguration

Modellnummer DA2SUE1
Am 15. April 2021 kündigte DJI eine aktualisierte Version der Mavic Air 2 als Air 2S an und ließ den Namen Mavic fallen. Die Air 2S verfügt über eine 1" CMOS-Kamera, die 20-MP-JPEG- und RAW-Fotos und bis zu 10-Bit 5.4K-Videos mit einer maximalen Bildrate von 30 FPS sowie 4K-Videos mit einer maximalen Bildrate von 60 FPS aufnehmen kann. Die maximale Flugzeit wurde auf 31 Minuten verkürzt, und das Übertragungssystem wurde auf das neue OcuSync 3-System aufgerüstet, das eine Auflösung von bis zu 1080p bei maximal 12 km Entfernung ermöglicht. Die Air 2S verfügt außerdem über neue Foto- und Videomodi wie SmartPhoto, Hyperlapse und MasterShots, die eine größere Flexibilität der Kamerafunktionen ermöglichen.  Außerdem verfügt sie über ein verbessertes APAS 4.0 Hindernisvermeidungs- und -erkennungssystem, das Sensoren an der Vorder-, Rück-, Ober- und Unterseite der Drohne nutzt, sowie ein ADS-B-System, das den Bediener vor Flugzeugen in der Nähe warnt.

## Technische Daten
Quelle: Website des Herstellers
|                           | DJI Mavic Air 2                              | DJI Air 2S                                   |
| UAS-Klasse                | ohne Klassifizierung                         | ohne Klassifizierung                         |
| Einführungsjahr           | 2020                                         | 2021                                         |
| Startmasse                | 570 g                                        | 595 g                                        |
| Maße (ohne Propeller)     | 183 × 253 × 77 mm                            | 183 × 253 × 77 mm                            |
| max. Flugzeit             | 34 Minuten                                   | 31 Minuten                                   |
| Hindernisvermeidung       | Vorwärts, rückwärts, abwärts                 | Vorwärts, rückwärts, aufwärts, abwärts       |
| max. Flughöhe (N.N)       | 5000 m                                       | 5000 m                                       |
| max. Reichweite           | 10 km (FCC) 6 km (CE)                        | 12 km (FCC) 8 km (CE)                        |
| max. Steiggeschwindigkeit | 4 m/s                                        | 6 m/s                                        |
| max. Sinkgeschwindigkeit  | 5 m/s                                        | 6 m/s                                        |
| Windwiderstand            | 38 km/h                                      | 10,7 m/s                                     |
| max. Geschwindigkeit      | 19 m/s                                       | 19 m/s                                       |
| max. Fotoauflösung        | 48 MP                                        | 20 MP                                        |
| max. Videoauflösung       | 4K/60 fps                                    | 5.4K/30 fps                                  |
| Bildsensor                | 1/2″ CMOS                                    | 1″ CMOS                                      |
| Objektiv                  | 24 mm                                        | 22 mm                                        |
| Sichtfeld                 | 84°                                          | 88°                                          |
| Blende                    | f/2.8                                        | f/2.8                                        |
| Zoom                      | 1-4x                                         | 1-8x                                         |
| Gimbal                    | 3-Achsen                                     | 3-Achsen                                     |
| ISO Foto                  | 100 – 6400                                   | 100 – 12800                                  |
| ISO Video                 | 100 – 6400                                   | 100 – 6400                                   |
| Verschlusszeit            | 8 – 1/8000 s                                 | 8 – 1/8000 s                                 |
| Max. Video Bitrate        | 120 Mbit/s                                   | 150 Mbit/s                                   |
| Fotoformat                | JPEG / DNG (RAW)                             | JPEG / DNG (RAW)                             |
| Videoformat               | MP4 / MOV (H.264 / MPEG-4 AVC, H.265 / HEVC) | MP4 / MOV (H.264 / MPEG-4 AVC, H.265 / HEVC) |
| Akku-Art                  | 3S Li Po                                     | 3S Li Po                                     |
| Akku                      | 3500 mAh                                     | 3750 mAh / 3500 mAh                          |
| Positionsbestimmung       | GPS + GLONASS                                | GPS + GLONASS + Galileo                      |
| Übertragungssystem        | OcuSync 2                                    | OcuSync 3                                    |
| Interner Speicher         | 8 GB                                         | 8 GB                                         |
| Betriebstemperatur        | −10 bis 40 °C                                | 0 °C bis 40 °C                               |